# Torfhildur Þorsteinsdóttir
Torfhildur Þorsteinsdóttir (2 de febrero de 1845 - 14 de noviembre de 1918) fue una escritora islandesa, probablemente la primera en ganarse la vida como escritora.

## Biografía
Nació en Kálfafellsstaīur, Austur-Skaftafellsstsla, hija del ministro luterano Þorsteinn Einarsson y de Guīríīur Torfadóttir.
A los 17 años se trasladó para estudiar y trabajar a Reikiavik. Continuó su educación en Copenhague y de regreso en Islandia trabajó como maestra en Hnaus, Húnaþing. Regresó a Kálfafellsstaīur pero en 1873, fallecido su padre, se trasladó a Höskuldsstaīir. Ese año contrajo matrimonio con Jakob Holm, un empresario de Hólanes, pero enviudó dos años después. En 1876 acompañó a su hermana a la colonia New Iceland en Manitoba, Canadá. En 1885 se trasladó a Winnipeg, donde trabajó como maestra y escritora hasta 1889, año en que regresó a su patria.

## Obra
Publicó su primer cuento en Framfari, el primer periódico islandés, publicado en América del Norte en 1879.
Su novela Brynjolfur Sveinsson fue la primera publicada en Islandia y el primer libro escrito por  una mujer en ser impreso.